# Jules Bordier
Jules Auguste Bordier, (21 de diciembre de 1846 - 29 de enero de 1896) fue un pianista, compositor y director de orquesta francés.

## Biografía
Jules Bordier nació en Angers en el seno de una familia de banqueros. En 1877 cofundó una asociación artística en su ciudad natal que llevó a Angers a numerosos artistas musicales de París. Fueron presidentes honorarios de esta asociación los músicos Charles Gounod, Saint-Saëns y Jules Massenet. Jules Bordier fue el director de los conciertos ofrecidos en su ciudad. Por falta de fondos municipales, la asociación interrumpió sus actividades en 1893 y Bordier se instaló por un tiempo en París. Al regresar algunos meses más tarde, refundó sobre la base de la Asociación Artística de Angers, la Sociedad de Conciertos Populares de Angers de la que la Orquesta Nacional de los Países del Loira es heredera directa. 
Su biblioteca musical privada fue una de las colecciones privadas más ricas de Francia.  Todos estos archivos constituyen actualmente la colección Jules Bordier de la Biblioteca Municipal de Angers.
A lo largo de su carrera, compaginó su labor como director de orquesta con la de compositor, fundamentalmente de canciones. Jules Bordier falleció en Angers en 1896.

## Obras
- Nadia, ópera cómica en un acto, música de Jules Bordier, París, Opéra-Populaire (1887)
- La Fiancée de la Mer (1895)
- Douze Mélodies pour Chant
- Danse macabre pour violon